# 生田武志
生田 武志（いくた たけし、1964年6月2日 - ）は日本の社会運動家。野宿者ネットワーク代表。「ホームレス問題の授業づくり全国ネット」共同代表。

## 経歴
- 1964年、千葉県千葉市に生まれる。1974年、岡山県倉敷市に転居。
- 同志社大学文学部卒業。専攻は数学史。
- 大学在学中から、釜ヶ崎の日雇労働者・野宿者支援活動に携わる。卒業後は釜ヶ崎キリスト教協友会の施設に就職。自身も日雇い労働者として働く。
- 2000年、「つぎ合わせの器は、ナイフで切られた果物となりえるか？」が群像新人文学賞評論部門の優秀作に選ばれる。

## 著作
- 『<野宿者襲撃>論』（2005年、人文書院）
- 『ルポ最底辺ーー不安定就労と野宿』（2007年、ちくま新書）
- 「フリーター≒ニート≒ホームレスーーポスト工業化日本社会の若年労働・家族・ジェンダー」(2007年、「フリーターズフリー」1号)
- 『貧困を考えよう』（2009年、岩波ジュニア新書）
- 『おっちゃん、なんで外で寝なあかんの?ーーこども夜回りと「ホームレス」の人たち』（2012年、あかね書房、絵・下平けーすけ)
- 『子どもに「ホームレス」をどう伝えるか』（2013年、太郎次郎社エディタス）※北村年子と共著
- 『釜ヶ崎からーー貧困と野宿の日本』（2016年、ちくま文庫、『ルポ最低辺』の増補改定版)
- 『いのちへの礼儀ーー国家・資本・家族の変容と動物たち』（2019年、筑摩書房）